# ماریا پشک
ماریا پِـشِـک (لهستانی: Maria Peszek؛ زادهٔ ۹ سپتامبر ۱۹۷۳) خواننده، ترانه‌پرداز و بازیگر اهل لهستان است. وی از سال ۱۹۹۳ میلادی تاکنون مشغول فعالیت بوده‌است.
از فیلم‌ها یا برنامه‌های تلویزیونی که وی در آن نقش داشته‌است، می‌توان به ملکه، درخت سحرآمیز، یولیا به خانه برمی‌گردد، فهرست شیندلر، جادوگر (فیلم)، جادوگر (سریال تلویزیونی) و در خوشی و سختی اشاره کرد.